# Hayashi Kimuko

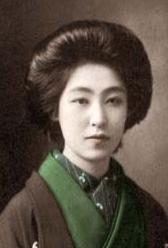
Kimuko Hayashi

Hayashi Kimuko (japanisch 林 きむ子, eigentlich Hayashi Kin (林 きん); geboren 1. Dezember 1886 in Yanagibashi Präfektur Tokio; gestorben 2. Februar 1967) war eine japanische Tänzerin und  Schriftstellerin. Sie zählt zu den „Drei Schönen der Taishō-Zeit“ (大正三美女, Taishō Sanbijin). Sie war Vorsitzende der „Vereinigung für traditionellen japanischen Tanz“ (日本舞踊協会, Nihon Buyō Kyōkai) und Erfinderin einer Gesichtscreme. 

## Leben und Wirken
Kimuko wurde 1886 in dem alten Tokioter Stadtbezirk Yanagibashi als älteste Tochter des Tayū Wakokudayū Toyotake  und von Sōko Takemoto (1859/1860–1938), ebenfalls Tayū, geboren. Ihre Eltern gelten zugleich als Eltern des Kyōgen und Joruri, des japanischen Possen- und Puppenspiels. 
Mit 7 Jahren wurde Kimuko vom Besitzer eines traditionellen japanischen Restaurants adoptiert, damit sie als Erbin das Restaurant fortführe. Von ihrem 9. Lebensjahr an wurde sie von Kumaji Fujima, im Alter von 11 Jahren dann von Senzō Nishikawa (9. Generation) in den traditionellen Künsten wie dem Shamisenspiel, der Teezeremonie, Ikebana und Tanz unterrichtet und nahm den Namen Nishikawa an. Ihre Ausbildung setzte sie an der Kunstschule für Mädchen in Tokio (heute: Shinobugaoka Oberschule) fort und sie lernte Französisch.
1904 heiratete Kimuko den Politiker und Geschäftsmann Terutake Hinata, der jedoch in den Ōura-Vorfall (大浦事件), einen Korruptionsskandal im Kabinett Ōkuma II von 1914, verstrickt war und 1918 an Wahnsinn verstarb. Kimuko, die Mutter von sechs Kindern war, löste einen Skandal aus, weil sie nach dem Tod ihres Mannes innerhalb eines Jahres im Januar 1919 den Dichter Ryūha Hayashi heiratete. Kurze Zeit später ließ sie sich von ihrem zweiten Ehemann wieder scheiden, da er mit einer anderen Frau ein Kind hatte. 
1924 konzentrierte sie sich auf kreativen Tanz und Tanz für Kinder und gründete ihre eigene Schule, die Hayashi-Schule, und wurde Vorsitzende der Ginsenkai (銀閃会). In der Folge schrieb sie eine Vielzahl von Tanzstücken, aber auch Zuihitsu und Romane. Sie wurde 1966 mit dem Orden des Heiligen Schatzes ausgezeichnet.
Kumiko starb 1967 im Alter von 80 Jahren. Ihre Tochter Kazue Hayashi ist ebenfalls Tänzerin.

## Werke (Auswahl)
- Ashi  (あし分舟), Roman
- Kaguya hime (かぐや姫), Tanzstück